# العلاقات الجزائرية القبرصية
العلاقات الجزائرية القبرصية تشير إلى العلاقات الثنائية بين الجزائر وقبرص. الجزائر ممثلة في قبرص من خلال سفارتها في بيروت، لبنان. يذكر ان قبرص ممثلة في الجزائر من خلال سفارتها في باريس بفرنسا. وكلا البلدين عضوين كاملين في الاتحاد من أجل المتوسط. 

## الاجتماعات الرسمية
ولدى تقديمه وثائق تفويضه إلى الرئيس القبرصي تاسوس بابادوبولوس في يناير 2005 قال السفير الجزائري في قبرص إبراهيم بن عيسى حاصى أن الرئيس الجزائري عبد العزيز بوتفليقة أكد إستعداده لتعزيز العلاقات بين الجزائر وقبرص. وفي تشرين الأول/أكتوبر 2006، قدم سفير قبرص، ميناس هادجيميشيل وثائق تفويضه إلى رئيس الجزائر السيد عبد العزيز بوتفليقة، وشكره على دعم الجزائر لقبرص في إطار الأمم المتحدة وحركة عدم الانحياز، وناقش سبل تعزيز التعاون الثنائي. وقال رئيس الجزائر إنه راض عن العلاقات الودية بين البلدين، لكنه أكد أن بلاده تحبذ إعادة توحيد جمهورية قبرص. كما أعرب عن رغبته في تعزيز التعاون الثنائي.
وما فتئت الجزائر تؤيد إعادة توحيد قبرص استنادا إلى قرارات الأمم المتحدة. وفي اجتماع عقد في أبريل عام 2005 مع وزير الخارجية التركي عبد الله غل في الجزائر قال الرئيس بوتفليقة انه يؤيد تركيا حول المشكلة القبرصية ويرى ان تركيا بذلت كل ما يمكن توقعه لحل المشكلة القبرصية.
وفي تشرين الثاني/نوفمبر 1998 التقى وزير الخارجية الجزائري نظيره القبرصي اليوناني.
وفي شباط/فبراير 2001 زار وزير الخارجية الجزائري قبرص.
وفي تشرين الثاني/نوفمبر 2001، تلقى رئيس جمهورية قبرص، غلافكوس كليريدس، وثائق تفويض سفير الجزائر الجديد السيد أحمد بودهري.
وفي سبتمبر 2003 إجتمع الرئيس القبرصي ورؤساء الجزائر والسنغال والكويت لبحث القضايا الإقليمية

## الاتفاقات والتجارة والاستثمار
وقد أبرمت قبرص والجزائر اتفاقات مختلفة. فعلى سبيل المثال، اتفقت الجزائر وقبرص في تشرين الثاني / نوفمبر 1997 على إطار للتبادلات البحرية بين البلدين، مما أدى إلى رفع العقبات أمام حرية حركة السفن وتقديم معاملة تفضيلية في الموانئ في كلا البلدين. وفي كانون الأول / ديسمبر 1999، وقعت الجزائر وقبرص على الهواء اتفاق النقل لإدخال إطار قانوني يحكم الخطوط الجوية بين الجزائر وقبرص. وفي تموز / يوليو 2000، وقعت وكالة الانباء الجزائرية (ايه بي اس) اتفاق تعاون مع وكالة الانباء القبرصية التي تغطي تبادل الاخبار والصور.
وفي كانون الأول / ديسمبر 2001، وقعت شركة «سوناطراك» الجزائرية وشركة نفط قبرص «ميدكس بيتروليوم» اتفاقا استكشافيا شمالي برج عمر ادريس في حوض ايليزي في جنوب شرق الجزائر.
وتعتبر قبرص الجزائر شريك محتمل للمساعدة في استخراج النفط والغاز غير المستغلة من المنطقة الاقتصادية الخالصة للجزيرة. وهناك شركاء آخرون يجري النظر فيها هم ليبيا والروسية والجزائر - ولم يتم بعد الإفصاح عن التفاصيل الكاملة للمفاوضات إلى الملك العام.